# Scaptomyza neosilvicola
Scaptomyza neosilvicola är en tvåvingeart som beskrevs av O'grady, Bonacum, Desalle och Val 2003. Scaptomyza neosilvicola ingår i släktet Scaptomyza och familjen daggflugor. Inga underarter finns listade i Catalogue of Life.